# Prášily
Prášily är en ort i Tjeckien.   Den ligger i regionen Plzeň, i den sydvästra delen av landet, 130 km sydväst om huvudstaden Prag. Prášily ligger 882 meter över havet och antalet invånare är 135.
Terrängen runt Prášily är kuperad.Runt Prášily är det mycket glesbefolkat, med 2 invånare per kvadratkilometer. Närmaste större samhälle är Sušice, 17,4 km nordost om Prášily. I omgivningarna runt Prášily växer i huvudsak barrskog.